# 新蝶豆属
新蝶豆属（学名：Neodielsia）是蝶形花科下的一个属，为草本植物。该属仅有新蝶豆（Neodielsia polyantha）一种，分布于中国西北部。